# Killing Is My Business... and Business Is Good!
Killing Is My Business... and Business Is Good! is het debuutalbum van de Amerikaanse thrashmetalband Megadeth, in juni 1985 uitgegeven door Combat Records. Megadeth kreeg van Combat Records $8000 om het album op te nemen, maar het merendeel van dit geld ging op aan drugs en alcohol. Uiteindelijk werd Megadeth hierdoor gedwongen om haar oorspronkelijke producer te ontslaan en het album zelf te mixen. Ondanks de slechte kwaliteit werd het album een succes voor Megadeth.

## Origine van Megadeth
Toen gitarist Dave Mustaine in 1983 uit Metallica werd gezet had hij rancune. Deze bitterheid dacht hij op te lossen door het opzetten van zijn eigen thrashmetalband, die sneller zou gaan spelen dan Metallica deed. Mustaine sloot vriendschap met de bassist David Ellefson en probeerde een tijdlang zijn line-up compleet te krijgen met onder andere Kerry King (die later naar Slayer zou gaan). Uiteindelijk wisten Mustaine en Ellefson een vaste line-up te krijgen met gitarist Chris Poland en fusion-drummer Gar Samuelson. In 1985 werd Megadeth benaderd door Combat Records voor de opnames van hun eerste album, nadat de band al een succesvolle demo had uitgebracht.

## Tracks
Op Killing Is My Business... and Business is Good! verschenen in 1985 acht nummers, die allemaal door Mustaine waren geschreven. Alleen het nummer These Boots, dat oorspronkelijk door Lee Hazlewood was geschreven, was geen werk van Mustaine. Het nummer Mechanix is de oorspronkelijke versie van Mustaine. Het nummer werd in 1983 al door Metallica gebruikt op hun eigen debuutalbum Kill 'Em All met gewijzigde lyrics onder de naam The Four Horsemen.
| Nr. | Titel                                           | Tekst               | Muziek    | Duur |
| --- | ----------------------------------------------- | ------------------- | --------- | ---- |
| 1.  | Last Rites/Loved to Deth                        | Mustaine            | Mustaine  | 4:42 |
| 2.  | Killing Is My Business... and Business Is Good! | Mustaine            | Mustaine  | 3:08 |
| 3.  | Skull Beneath the Skin                          | Mustaine            | Mustaine  | 3:48 |
| 4.  | These Boots                                     | Mustaine, Hazlewood | Hazlewood | 3:40 |
| 5.  | Rattlehead                                      | Mustaine            | Mustaine  | 3:43 |
| 6.  | Chosen Ones                                     | Mustaine            | Mustaine  | 2:56 |
| 7.  | Looking Down the Cross                          | Mustaine            | Mustaine  | 5:03 |
| 8.  | Mechanix                                        | Mustaine            | Mustaine  | 4:25 |

## Bezetting
- Dave Mustaine - zang en gitaar
- David Ellefson - basgitaar en achtergrondzang
- Chris Poland - gitaar
- Gar Samuelson - drums
- Karet Faye - producer (ontslagen door Megadeth)

Killing Is My Business... and Business Is Good! ·
Peace Sells... But Who's Buying? ·
So far, so good... so what! ·
Rust in Peace ·
Countdown to Extinction ·
Youthanasia ·
Cryptic Writings ·
Risk ·
The World Needs a Hero ·
The System Has Failed ·
United Abominations ·
Endgame ·
Th1rt3en ·
Super Collider ·
Dystopia ·